# Craugastor psephosypharus
Craugastor psephosypharus är en groddjursart som först beskrevs av Campbell, Savage och Meyer 1994.  Craugastor psephosypharus ingår i släktet Craugastor och familjen Craugastoridae. IUCN kategoriserar arten globalt som sårbar. Inga underarter finns listade i Catalogue of Life.